# 華裔臺灣人
華裔臺灣人，指有華人血統的臺灣人。2006年9月29日，時任民主進步黨主席的游錫堃，在該黨雲林縣黨部舉辦的「新陽光、新契約」說明會提出「華裔臺灣人」的觀點。據他表示：他的祖籍是福建漳州，是第七代移民，但他不認為自己是中國人，最多只是華裔臺灣人。
針對此一說法，東海大學社會學系教授趙剛表示：游錫堃提出的「華裔臺灣人」一詞具有進步性，因為它顛覆了長久以來佔據「台灣人」本尊的福佬人地位，指明其自身也是外來移民。
在野的國民黨對此則有所批評，該黨黨主席暨臺北市市長馬英九面對媒體詢問時表示：身為執政黨不去追求人民團結，反而從事分裂，不知居心何在。

## 衍生用語
2006年12月21日，游錫堃藉著《認識台灣眷村》新書出版，在臺北市知名眷村四四南村舉行記者會，強調族群多元與和諧，並重提先前主張的「華裔台灣人」論點，表示客家人可稱為「客裔台灣人」、福建籍的則是「閩裔台灣人」、山東籍的則是「魯裔台灣人」、浙江籍的就是「浙裔台灣人」。